# Petronas Twin Towers
Petronas Twin Towers (ili jednostavno Petronas Towers ili Twin Towers) su dva blizanska nebodera povezana hodnikom. Smještena su u Kuala Lumpuru u glavnom gradu Malezije.
Građeni su od 1992. do 1998. godine i bili su najviši na svijetu dok ih nije nadmašio Tajvanski Taipei 101, ali najviši su blizanski neboderi na svijetu odkada su srušeni blizanci "Svjetskog trgovačkog centra" u New York Cityu u SAD-u.
Sadrže 88. katova koji služe za uredske svrhe. Na hodniku koji spaja dva tornja nalazi se prvi opservatorij, dok je drugi smješten na zadnjem katu tornja broj 2.

## Izgradnja
Vidi još: Popis najviših nebodera svijeta
Izgradnja je počela 1992. godine, a konstruktori su bili japanska tvrtka "Hazama Corporation" i južnokorejske tvrtke "Samsung Engineering & Construction" i "Kukdong Engineering & Construction".
Za glavnog arhitekta gradnje postavljen je poznati argentinski arhitekt César Pelli a glavni inženjer bila je američka inženjerska tvrtka "Thornton Tomasetti" kojom su upravljali Charlie Thornton i Richard Tomasetti.
1992. godine postavljen je prvi temelj, da bi se 1998. godine postavila antena. Tornjevi su službeno otvoreni 31. kolovoza 1998. točno na 41. godišnjicu Malezijske neovisnosti.

## Nedavne aktivnosti
Dan nakon napada na blizance u SAD-u, javljeno je da je postavljena bomba. Nastala je pobuna u neboderu te je brzo evakuiran. Kasnije se doznalo da je poziv bio lažan i da nema opasnosti od eksplozije bombe.
4. studenog, 2005. buknuo je požar u kompleksu kina u neboderu, nastala je velika panika, ali je u policijskom izvještaju javljeno da nema ozljeđenih.
1. rujna, 2009. poznati penjač po neboderima, Francuz Alain Robert zvan "Spiderman" uspio je nakon trećeg pokušaja popeti se bez zaštitnog užeta na zgradu te su ga na vrhu dočekali policajci koji su ga priveli, tisuće ljudi je s ulice promatralo kako se Robert penje na vrh.

## U kulturi
Tornjevi su odigrali vrlo važnu ulogu u filmu "Entrapment" u kojem su glavnu ulogu imali Sean Connery i Catherine Zeta-Jones koji su u filmu pljačkali veliku korporaciju sa sjedištem u tornjevima.
U filmu su snimljene nevjerojatne scene u kojima likovi izvode nevjerojatne akrobacije na vrhu i na glavnom hodniku koji povezuje dva tornja.
Također se pojavljuje scena u računalnoj igri Hitman 2: Silent Assassin u kojoj je igrač dužan proći hodnikom koji povezuje tornjeve.
U animiranoj seriji Cowboy Bebop u jednoj epizodi tornjevi bivaju razrušeni u terorističkom napadu.

## Vanjske poveznice
- Službene stranice  Arhivirana inačica izvorne stranice od 21. srpnja 2009. (Wayback Machine)
- 3D Panorama Tornjeva  Arhivirana inačica izvorne stranice od 14. siječnja 2006. (Wayback Machine)
- KLCC  Arhivirana inačica izvorne stranice od 22. travnja 2009. (Wayback Machine)